# Daniel Strigel
Daniel Strigel (Mannheim, 1975. február 13. –) világbajnoki ezüstérmes, olimpiai bronzérmes német párbajtőrvívó.